# Desipere in loco
La locuzione latina Desipere in loco, tradotta letteralmente, significa dimenticare la saggezza nel tempo opportuno. (Orazio, Odi, IV, 12, 28)
Il poeta qui consiglia Virgilio a mescolare alla sapienza un grano di pazzia. Vi si trova una qualche analogia con il detto: "Semel in anno licet insanire" (almeno una volta all'anno è lecito impazzire). Potrebbe intendersi che anche nello studio e nel lavoro sono necessari intervalli di riposo. Un'altra interpretazione potrebbe essere quella di poter osare, ogni tanto, nel fare qualcosa di extra-ordinario.